# Linh dương hoẵng sườn đỏ
Cephalophus rufilatus (tên tiếng Anh: Linh dương hoẵng sườn đỏ) là một loài động vật có vú trong họ Bovidae, bộ Artiodactyla. Loài này được Gray mô tả năm 1846. Linh dương hoẵng sườn đỏ được tìm thấy ở miền tây và miền trung châu Phi.
Linh dương hoẵng sườn đỏ cao 35 cm và cân nặng 31 12 kg. Chúng có bộ lông màu nâu đỏ, với đôi chân và lưng màu đen và dưới bụng màu trắng. Chúng ăn lá, trái cây rụng, hạt, hoa, và đôi khi chim nhỏ hoặc của các loài động vật nhỏ khác. Chúng có tuổi thọ 10-15 năm trong điều kiện nuôi nhốt.
Tổng số lượng sinh sống trong tự nhiên được ước tính khoảng 170.000 cá nhân.

## Hình ảnh

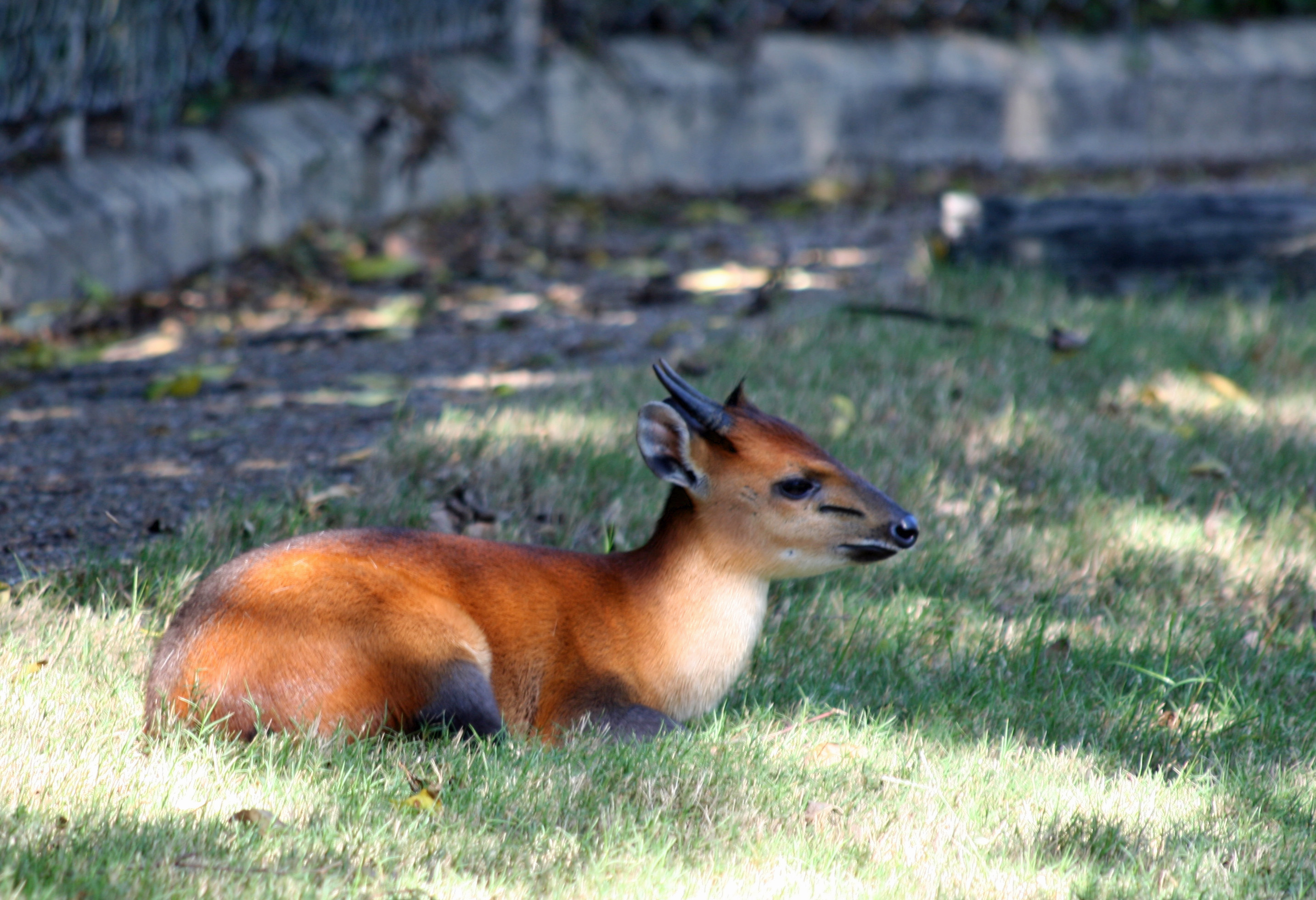
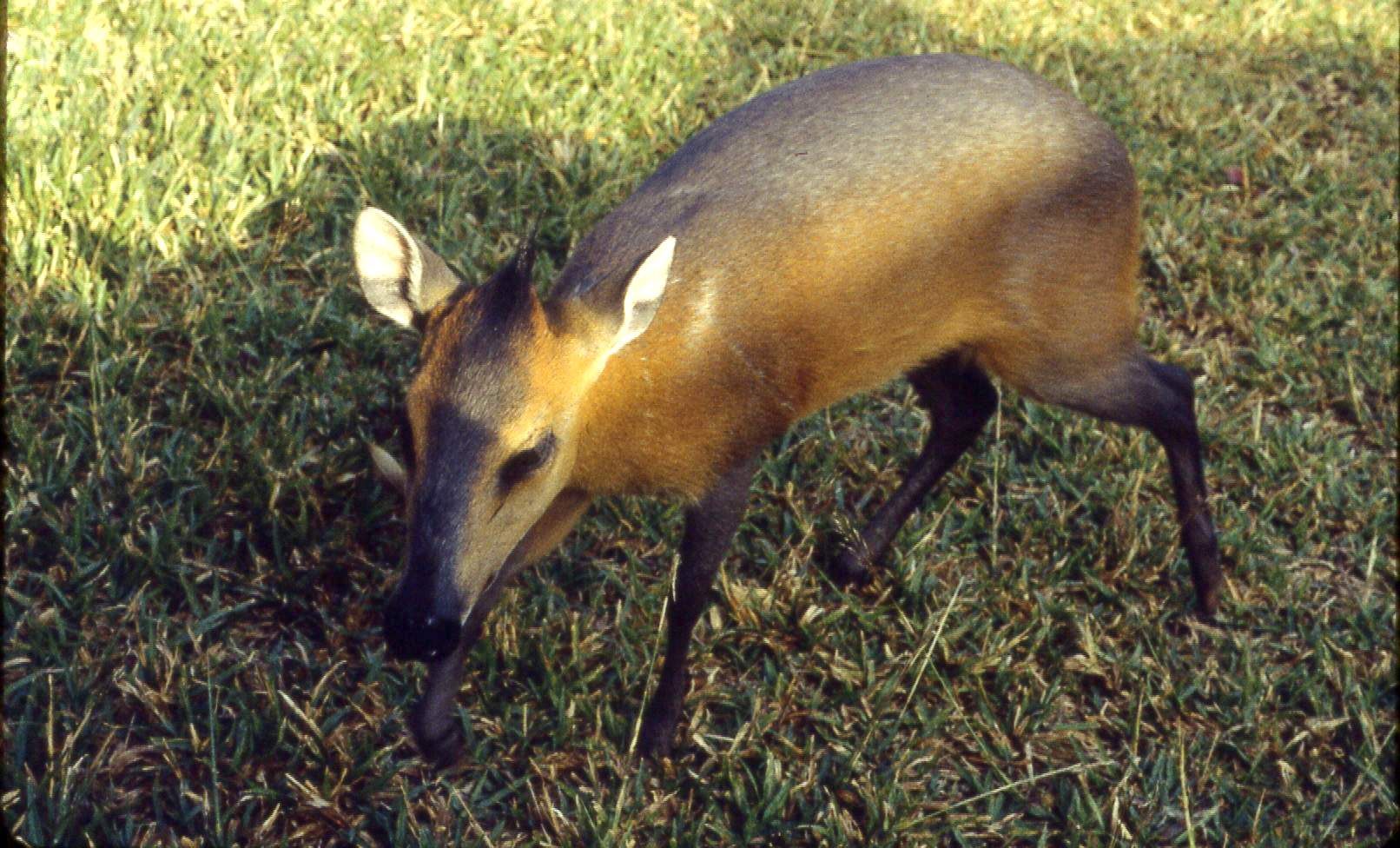
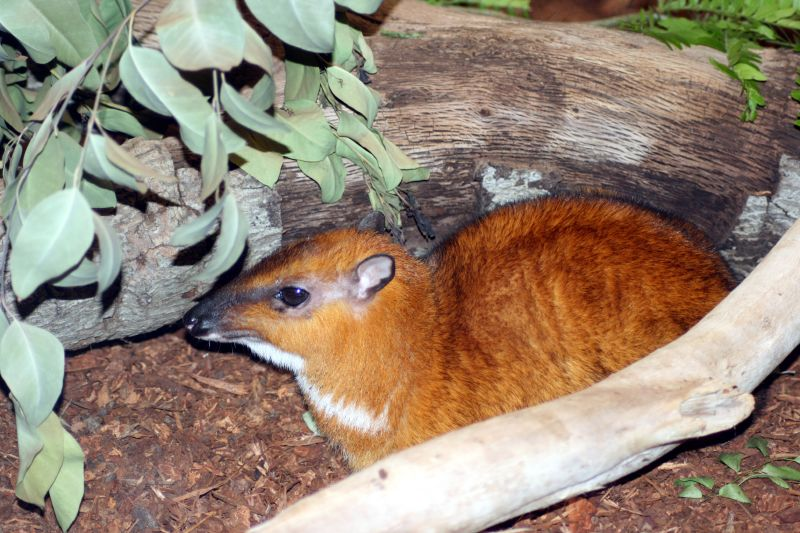
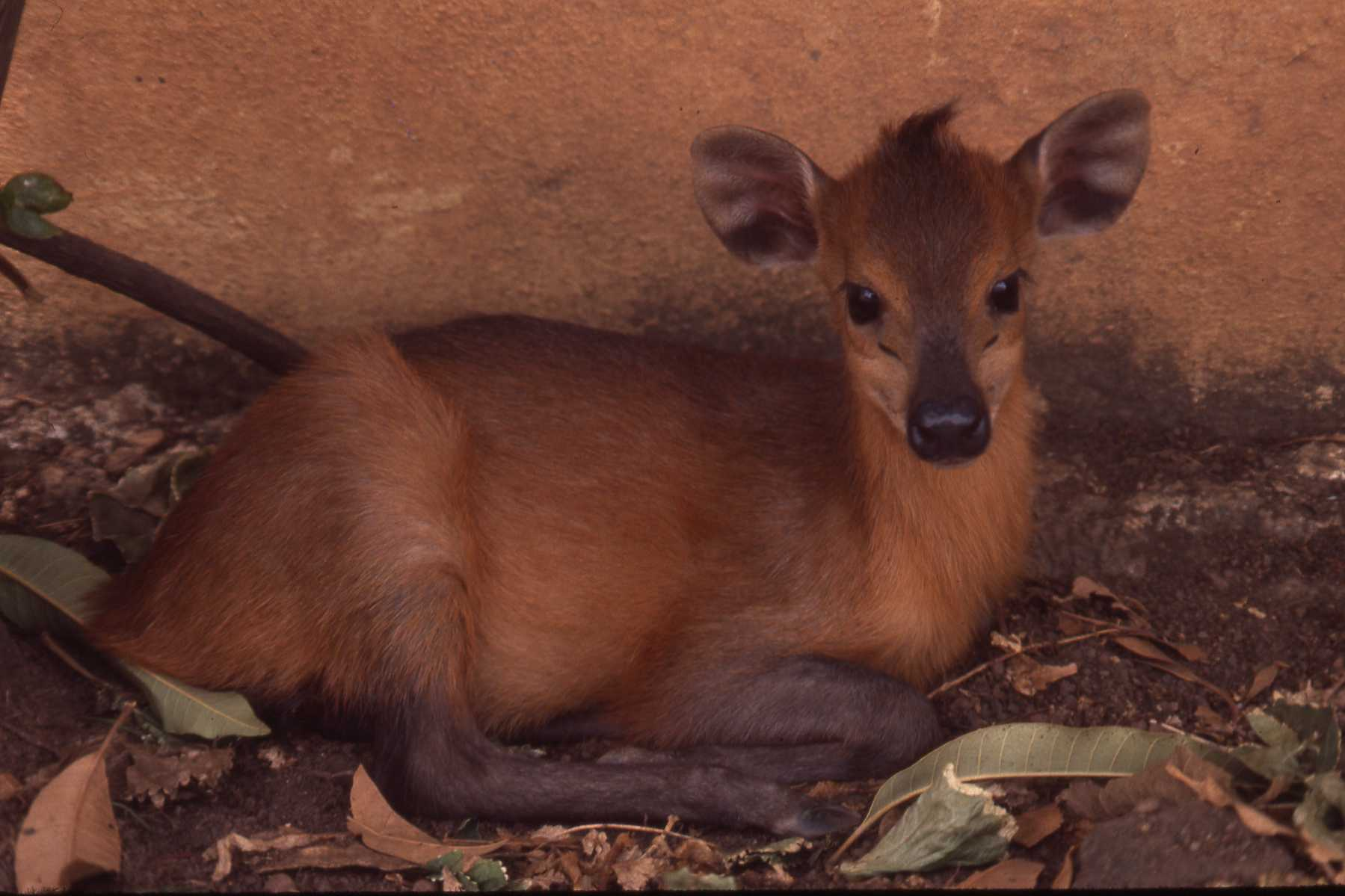